# Carex bonariensis
Espèce
Classification phylogénétique
Carex bonariensis est une espèce de plantes du genre Carex et de la famille des Cyperaceae.